# John C. Schafer

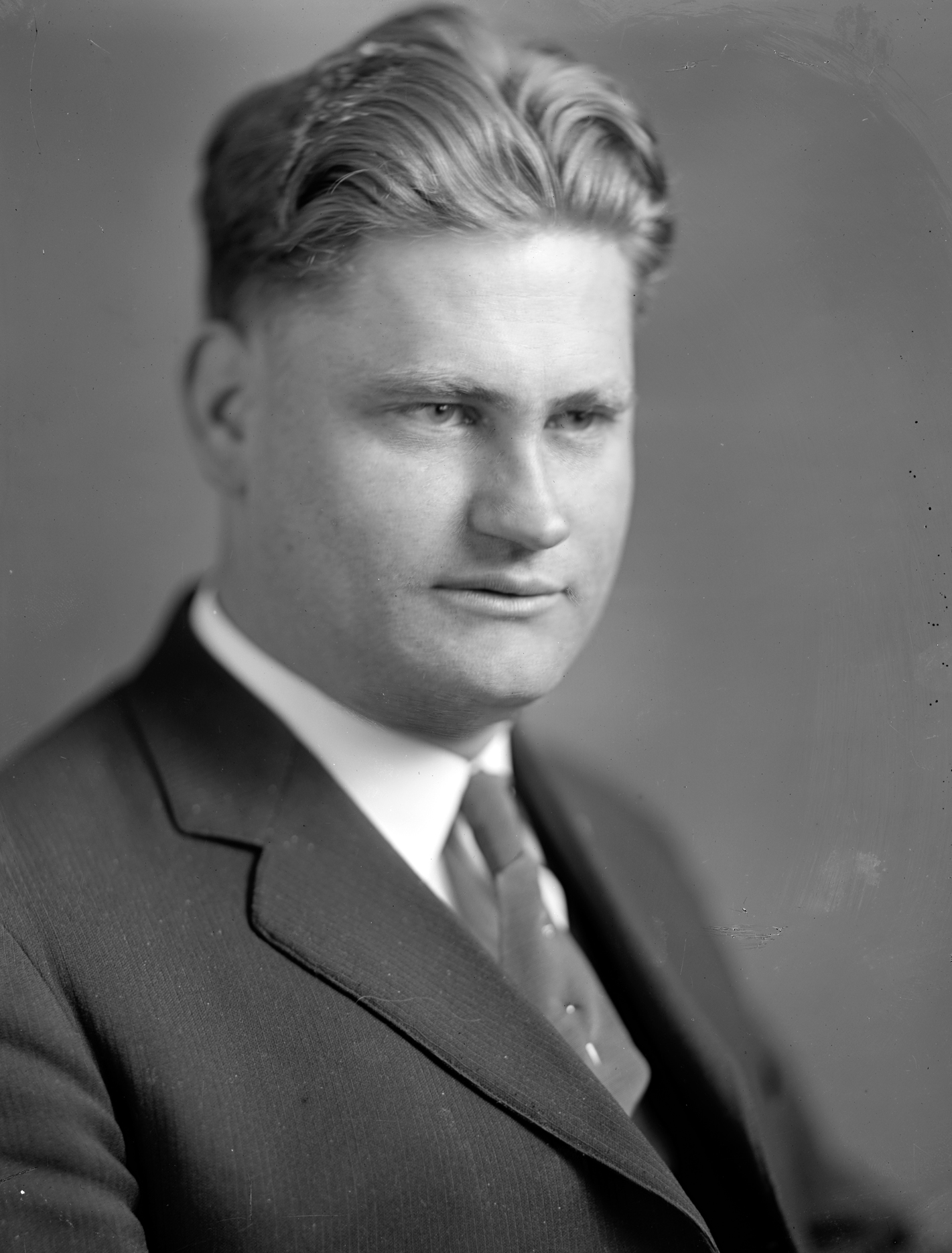
John C. Schafer

John Charles Schafer (* 7. Mai 1893 in Milwaukee, Wisconsin; † 9. Juni 1962 in Pewaukee, Wisconsin) war ein US-amerikanischer Politiker. Zwischen 1923 und 1933 sowie nochmals von 1939 bis 1941 vertrat er den Bundesstaat Wisconsin im US-Repräsentantenhaus.

## Werdegang
John Schafer besuchte die öffentlichen Schulen in Wauwatosa und danach die West Allis High School. Danach arbeitete er für die Firma Allis-Chalmers. Während des Ersten Weltkrieges war er von 1917 bis 1919 Soldat einer Pioniereinheit der US Army; dabei war er in Frankreich eingesetzt. Nach dem Krieg wurde er Mechaniker für die Wartung von Lokomotiven bei der Chicago & North Western Railroad. Damals wurde er auch Mitglied im Schulausschuss der Stadt Wauwatosa.
Politisch schloss sich Schafer der Republikanischen Partei an. Im Jahr 1921 gelang ihm der Einzug in die Wisconsin State Assembly. Bei den Kongresswahlen des Jahres 1922 wurde er im vierten Wahlbezirk von Wisconsin in das US-Repräsentantenhaus in Washington, D.C. gewählt, wo er am 4. März 1923 die Nachfolge von John C. Kleczka antrat. Nach vier Wiederwahlen konnte er zunächst bis zum 3. März 1933 fünf Legislaturperioden im Kongress absolvieren. Seit 1929 war auch die Arbeit des Kongresses von den Ereignissen der Weltwirtschaftskrise bestimmt. Kurz vor Ablauf seiner vorläufig letzten Legislaturperiode im Jahr 1933 wurde der 20. Verfassungszusatz verabschiedet, durch den der Beginn der Legislaturperioden des Kongresses und der Amtszeiten des Präsidenten von März auf Januar vorverlegt wurden.
1932, 1934 und 1936 bewarb sich Schafer erfolglos um seinen Verbleib bzw. seine Rückkehr in das US-Repräsentantenhaus. Im Jahr 1938 wurde er dann erneut im vierten Distrikt seines Staates in diese Parlamentskammer gewählt. Dort löste er am 3. Januar 1939 Raymond Joseph Cannon von der Demokratischen Partei ab, der 1933 sein Nachfolger geworden war. Da er bei den Wahlen des Jahres 1940 dem Demokraten Thaddeus Wasielewski unterlag, konnte er bis zum 3. Januar 1941 nur eine weitere Legislaturperiode im Kongress verbringen. Schafer legte erfolglos gegen den Wahlausgang Einspruch ein. In den Jahren 1942, 1952 und 1954 strebte er jeweils ohne Erfolg die Rückkehr in den Kongress an. 1957 bewarb er sich ebenso erfolglos um die Nominierung seiner Partei für eine Nachwahl zum US-Senat.
Beruflich arbeitete John Schafer nach seinem Ausscheiden aus dem US-Repräsentantenhaus als Verkäufer von elektrischem Autozubehör. Außerdem war er in der Versicherungsbranche tätig. Damals lebte er zeitweise in Oak Park (Illinois). Er starb am 9. Juni 1962 in Pewaukee und wurde in Milwaukee beigesetzt.